# Медведев, Армен Николаевич
Арме́н Никола́евич Медве́дев (28 мая 1938, Москва — 13 декабря 2022, Москва) — советский и российский кинокритик, киновед, кинопродюсер, педагог. Председатель Государственного комитета Российской Федерации по кинематографии (1992—1999). Заслуженный деятель искусств Российской Федерации (1995). Заслуженный деятель искусств Армянской ССР (1987). . Лауреат премии «Ника» (2000, 2011), кандидат искусствоведения.

## Биография
Родился 28 мая 1938 года в Москве в семье архитектора Николая Степановича Медведева и его жены Маргариты Степановны, урождённой Масчан. Прабабушка по материнской линии приехала в столицу в 1915 году, спасаясь от турецкого геноцида армян. По семейной легенде, был назван в честь театрального режиссёра Армена Гулакяна, мужа двоюродной бабушки, актрисы Анаиды Масчян. Отец погиб на фронте в 1943 году.
Учился в средней школе № 110, увлекался театром и входил в актив школьников при Центральном детском театре. В 1955 году поступил на режиссёрский факультет Всесоюзного государственного института кинематографии (мастерская Александра Довженко), в январе 1956 года переведён на киноведческий факультет (мастерская Николая Лебедева), который окончил в 1960 году. Во время учёбы избирался секретарём комитета ВЛКСМ института.
После окончания ВГИКа работал методистом, заведующим лекционным отделом, а с 1964 года директором Бюро пропаганды советского киноискусства Союза кинематографистов СССР. В 1966 году назначен главным редактором журнала «Советский фильм» Совэкспортфильма.
С 1972 года работал заместителем главного редактора, с 1982 года — главным редактором журнала «Искусство кино».
В 1984 году назначен главным редактором Главной сценарно-редакционной коллегии Госкино СССР. В 1987—1989 годах был первым заместителем председателя Госкино СССР. В 1989—1991 годах — заведующим отделом культуры и народного образования Совета министров СССР. В 1991 году работал консультантом аппарата Президента СССР, консультантом аппарата Государственного советника по особым поручениям при Президенте СССР, в 1992—1999 годах — председателем Госкино РФ. Михаил Ульянов писал о нём:

Армен Николаевич Медведев оказался в нужное время на нужном месте. Ответственность огромная — ведь это кино. Тем более что задача — сохранить национальное лицо кинематографа. Не кроить его по чужим образцам даже в угоду очередным увлечениям, а развивать в соответствии с духом народным. А здесь важно и знание истории кино, и чувство кино, и любовь к кино и к тем, кто его делает.
С 1980 года преподавал на киноведческом факультете ВГИКа. В 1981 году защитил диссертацию на соискание учёной степени кандидата искусствоведения по теме «Проблемы отражения нравственного мира героя-современника в советском киноискусстве конца 50—70-х годов».
В 1982—1986 годах читал курсы лекций «Современный советский фильм» на Высших курсах сценаристов и режиссёров.
Автор многочисленных статей и ряда книг по вопросам киноискусства, в том числе «Очерки об актёрах» (1961), «Кто он?» (1968), «Десятая муза» (совместно с Андреем Чернышёвым, 1977), «Ради жизни на земле» (совместно с Ириной Шиловой, 1982), «Территория кино» (2001), «Сослагательное наклонение» (2023).
С 1999 года — президент Международного фонда развития кино и телевидения для детей и юношества («Фонд Ролана Быкова»). Президент Выборгского кинофестиваля «Окно в Европу».
С 2001 года — почётный президент Международного фестиваля фильмов для детей и юношества «Ролан», ежегодно проходящего в Ереване по инициативе Армянского фонда развития кино и телевидения для детей и юношества («Фонд Ролана Быкова»).
В 2012 году был председателем жюри ХХ кинофестиваля «Виват кино России!». В 2017 году был председателем жюри XI кинофестиваля исторических фильмов «Вече».
Скончался 13 декабря 2022 года на 85-м году жизни в Москве. Урна с прахом захоронена на Кунцевском кладбище (уч. 9, место 197).

## Награды
- 1981 — Орден «Знак Почёта»
- 1987 — Заслуженный деятель искусств Армянской ССР
- 1995 — Заслуженный деятель искусств Российской Федерации (4 августа 1995 года) — за заслуги в области искусства[11]
- 1995 — Благодарность Президента Российской Федерации (14 августа 1995 года) — за активное участие в подготовке и проведении празднования 50-летия Победы в Великой Отечественной войне 1941—1945 годов[12]
- 1998 — Орден «За заслуги перед Отечеством» IV степени (28 мая 1998 года) — за большой личный вклад в развитие отечественного киноискусства[13]
- 1999 — Почётная грамота Правительства Российской Федерации (16 февраля 1999 года) — за большой личный вклад в развитие отечественной кинематографии и многолетний плодотворный труд[14]
- 1999 — «Золотая камера» Международного кинофестиваля в Берлине
- 1999 — премия «Золотой овен» — за лучший игровой фильм («Хрусталёв, машину!»)
- 2000 — премия «Ника» — за лучший игровой фильм («Хрусталёв, машину!»)
- 2008 — ОРКФ «Кинотавр» в Сочи — приз «За выдающийся вклад в развитие российского кино»[1]
- 2011 — премия «Ника» «За вклад в кинематографические науки, критику и образование»[15][16]
- 2018 — Премия Армянской церкви «Да будет свет», врученная на XV международном кинофестивале «Золотой абрикос»[17]
- 2018 — Орден Почёта (5 ноября 2018 года, Армения) — за укрепление и развитие армяно-российских культурных связей, а также за значительный вклад в области кинематографии[18]
- «Серебряный крест» Союза армян России — в связи с 65-летием со дня рождения и за высокий профессионализм и большой вклад в развитие советского, российского и армянского кинематографа, углубление российско-армянских культурных связей, за активную роль в деле сохранения культуры, языка и национальной самобытности армян России[19]

## Продюсер
- 1995 — Великий полководец Георгий Жуков, продюсер совм. с С. Суриковым, А. Ганем
- 1998 — Хрусталёв, машину!, продюсер совм. с А. Голутвой, Г. Селигманом
- 2007 — Трое и Снежинка, продюсер совм. с М. Мкртчяном

## Фильмы
- 2013 — Армен Медведев. Я их всех очень люблю (режиссёр Сергей Снежкин)